# Schottische Frauen-Rugby-Union-Nationalmannschaft
Die schottische Frauen-Rugby-Union-Nationalmannschaft (englisch Scotland women’s national rugby union team) ist die Nationalmannschaft Schottlands in der Sportart Rugby Union und repräsentiert das Land bei allen Länderspielen (Test Matches) der Frauen. Die organisatorische Verantwortung trägt die Scottish Rugby Union (SRU). Das Team nimmt an den jährlichen Six Nations teil, zusammen mit England, Frankreich, Irland, Italien und Wales. Bisher gewann Schottland den Titel ein Mal, einschließlich eines Grand Slams, bei insgesamt 30 Austragungen.
Schottlands erstes Test Match fand 1993 statt, als es daheim in Edinburgh gegen Irland gewann. Seine wichtigsten internationalen Auftritte hat das Team bei den alle vier Jahre stattfindenden Weltmeisterschaften. Die Schottinnen qualifizierten sich für sechs der bisher neun ausgetragenen Turniere und verpassten nur die Turniere 1991, 2014 und 2017; 1994 erreichten sie mit dem fünften Platz ihr bisher bestes Ergebnis. Schottland spielt traditionell im dunkelblauen Trikot mit weißen Hosen und blauen Socken.

## Organisation
Verantwortlich für die Organisation von Rugby Union in Schottland ist die Scottish Rugby Union (SRU). Sie wurde 1873 als Scottish Football Union (SFU) gegründet und ist damit nach der englischen Rugby Football Union (RFU) der zweitälteste Rugbyverband der Welt. 1886 gründete die SFU zusammen mit der Irish Rugby Football Union (IRFU) und der Welsh Rugby Union (WRU) das International Rugby Football Board (IRFB; heute World Rugby). Seit 1924 trägt der Verband seinen heutigen Namen. Außerdem trat die SRU 1999 dem europäischen Kontinentalverband Fédération internationale de rugby amateur (FIRA; heute Rugby Europe) bei. Die höchste Rugby-Union-Liga für Schottland ist die Scottish Women’s Premiership, an der sieben Mannschaften teilnehmen.

## Geschichte

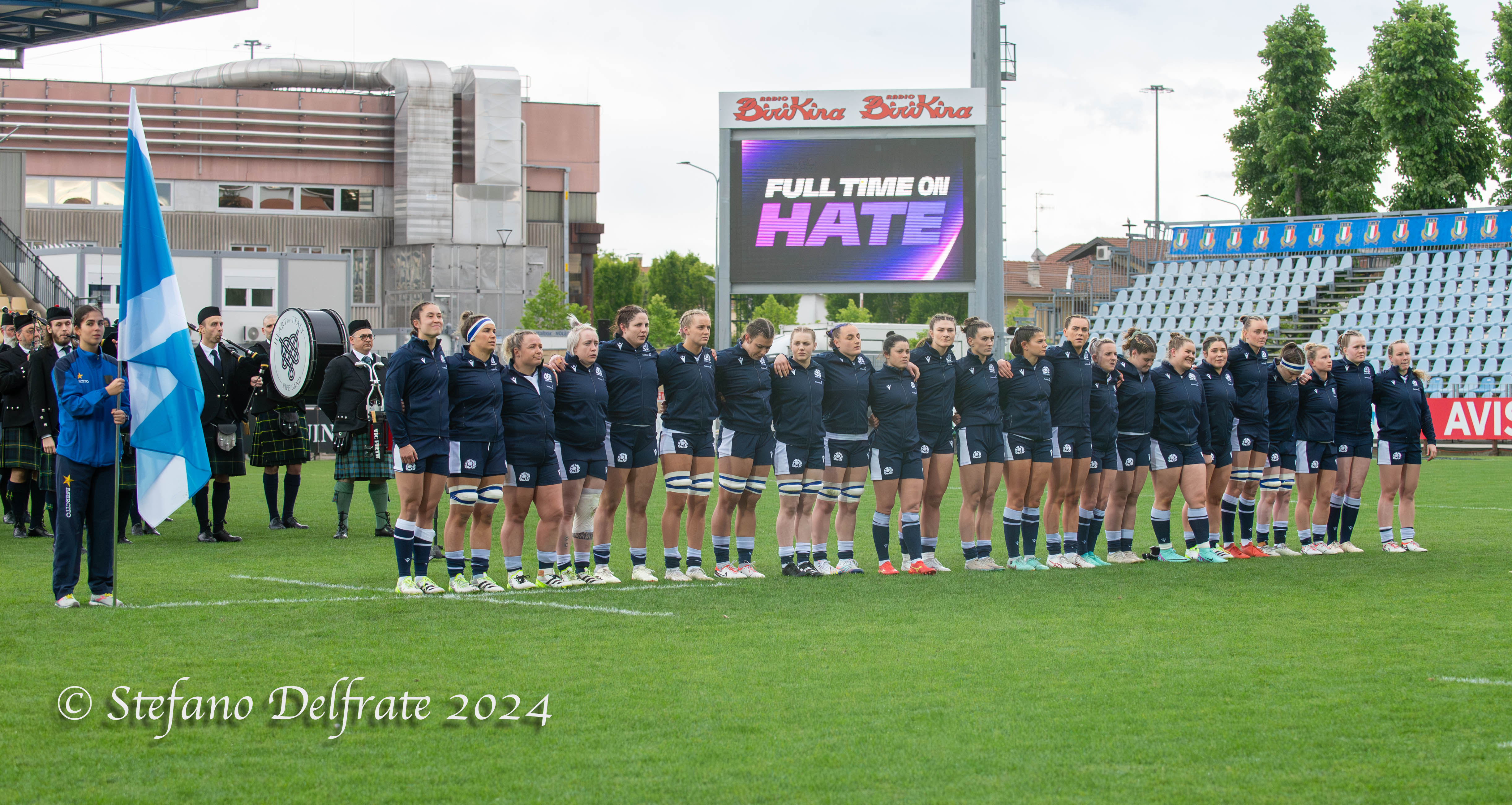
Schottland bei den Six Nations 2024

Am 14. Februar 1993 bestritten die Schottinnen ihr erstes Test Match daheim gegen die Irinnen. Für Irland war dies ebenso das Länderspieldebüt. Das Spiel fand im Raeburn Place vor mehr als 1.000 Zuschauern statt. Trainerin der Schottinnen war Sandy Carmichael, während Alain Rolland die Irinnen trainierte. Schottland gewann mit 10:0 nach zwei Versuchen durch ihre Kapitänin Sandra Colamartino. Irlands erste Kapitänin war Jill Henderson. Ein Jahr später, am 13. Februar 1994, bestritt Schottland sein erstes Auswärtsspiel beim Rückspiel in Ravenhill. Dieses gewann Schottland mit 5:0.
Im April desselben Jahres sprang Schottland als Gastgeber der Weltmeisterschaft 1994 ein und erreichte den fünften Platz, gleichbedeutend mit der besten Platzierung bei einer WM. Seitdem qualifizierten sich die Schottinnen für die Weltmeisterschaften der Jahre 1998, 2002, 2006, 2010 und 2021.
Das schottische Frauenrugby erreichte seinen Höhepunkt am 21. März 1998, als das Team mit einem 8:5-Sieg über England die Home Nations Championship mitsamt Grand Slam gewann.
Die Scottish Women's Rugby Union (SWRU) war der Verband für das Frauenrugby in Schottland. Zu seinen Aufgaben gehörten die Jugendarbeit bis hinauf zur Nationalmannschaft. Auf ihrer Hauptversammlung im Juni 2009 stimmte die SWRU für den Zusammenschluss mit der Scottish Rugby Union (SRU) und seitdem trägt die SRU auch die Verantwortung für das Frauenteam.

## Trikot, Symbol und Hymne

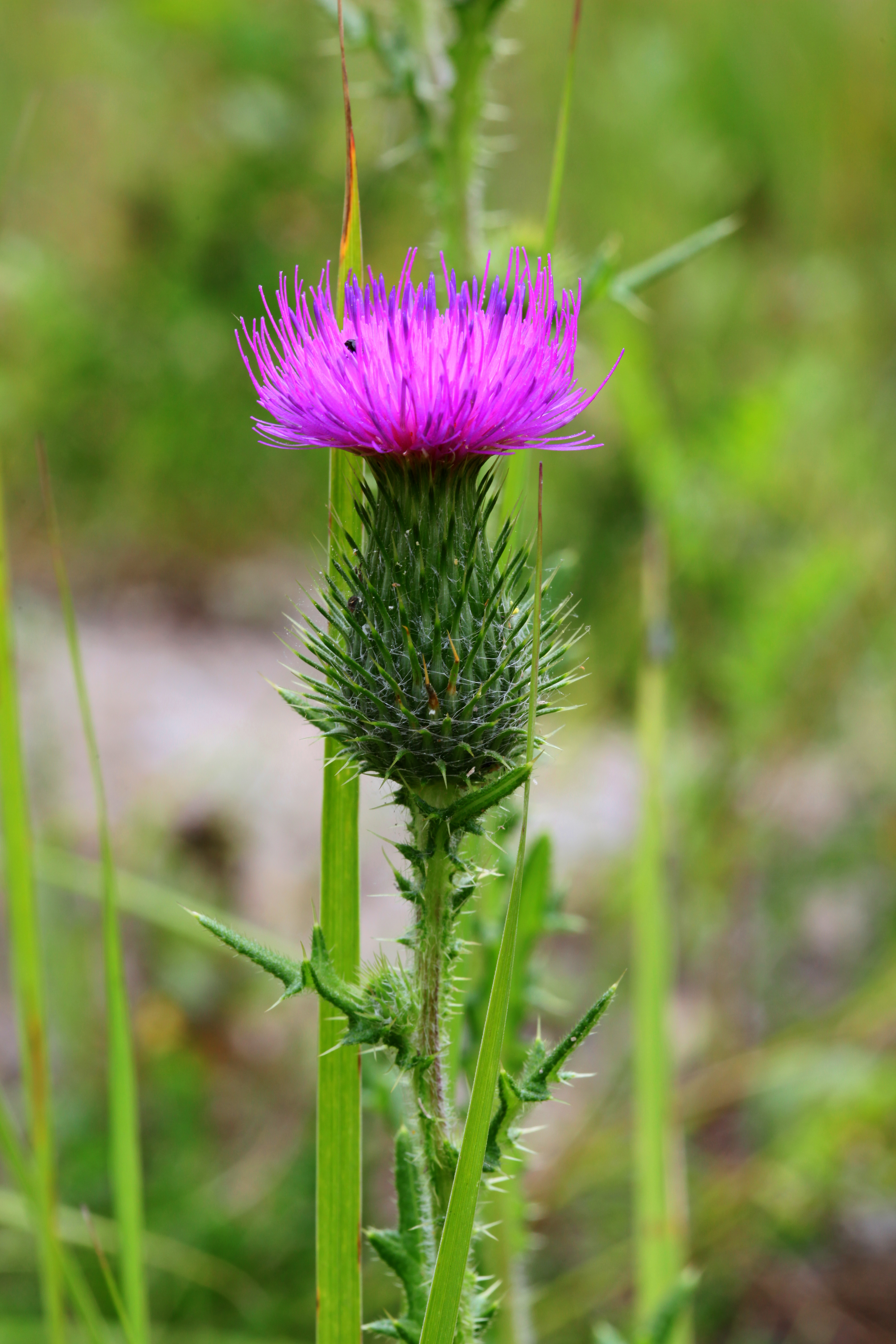
Die Distel, das Symbol Schottlands und der schottischen Nationalmannschaft

Die Distel ist die Nationalpflanze Schottlands und das Symbol der schottischen Nationalmannschaft. Einer Legende zufolge spielte die „beschützende Distel“ eine entscheidende Rolle bei der Verteidigung Schottlands gegen nächtlich angreifende Wikinger, als einer von ihnen barfuß auf eine Distel trat und sein Schmerzensschrei die schottischen Verteidiger warnte. Die lateinische Losung Nemo me impune lacessit (dt.: „Niemand reizt mich ungestraft“) war der Wahlspruch der schottischen Monarchen und er ist dies immer noch des Distelordens und der Scots Guards.
Das Lied Flower of Scotland dient als inoffizielle Hymne Schottlands. Es wurde 1967 von Roy Williamson, einem Gründungsmitglied der Band The Corries, komponiert und 1990 von der SRU als Ersatz für God Save the Queen angenommen. Bei Heimspielen wird das Abspielen von Flower of Scotland für gewöhnlich von Dudelsäcken begleitet, wodurch eine eigene Atmosphäre geschaffen wird.
Schottland spielt traditionell in dunkelblauen Trikots, mit weißen Hosen und blauen Socken. Wenn Schottland die Heimmannschaft ist und die Gastmannschaft für gewöhnlich in dunkleren Farben spielt – wie beispielsweise Frankreich und Italien – bestreitet Schottland das Spiel im Auswärtstrikot. Dieses besteht traditionell aus einem weißen Trikot mit dunkelblauen Hosen und Socken.

## Stadien
Wie in den Rugbynationen Frankreich, Irland, Italien, Kanada, Neuseeland, Südafrika, den Vereinigten Staaten und Wales gibt es in Schottland kein offizielles „Nationalstadion“, vielmehr werden verschiedene Stadien Schottlands verwendet, auch um das Frauenrugby zu verbreiten. Im Rahmen der Six Nations kommen vor allem das Edinburgh Rugby Stadium in Edinburgh und Scotstoun Stadium in Glasgow zum Einsatz.

## Test Matches
Schottland hat 90 seiner bisher 226 Test Matches gewonnen, was einer Gewinnquote von 39,82 % entspricht. Die Statistik der Test Matches Schottlands gegen alle Nationen, alphabetisch geordnet, ist wie folgt (Stand: 26. April 2025):
| Land               | Spiele | Gewonnen | Unent- schieden | Verloren | % Siege |
| ------------------ | ------ | -------- | --------------- | -------- | ------- |
| Australien         | 3      | 0        | 0               | 3        | 0,00    |
| Belgien            | 1      | 1        | 0               | 0        | 100,00  |
| England            | 33     | 2        | 0               | 31       | 6,06    |
| Frankreich         | 29     | 5        | 1               | 23       | 17,24   |
| Irland             | 34     | 18       | 0               | 16       | 52,94   |
| Italien            | 23     | 7        | 1               | 15       | 30,43   |
| Japan              | 2      | 1        | 0               | 1        | 50,00   |
| Kanada             | 7      | 1        | 0               | 6        | 14,29   |
| Kasachstan         | 1      | 1        | 0               | 0        | 100,00  |
| Kolumbien          | 1      | 1        | 0               | 0        | 100,00  |
| Neuseeland         | 4      | 0        | 0               | 4        | 0,00    |
| Niederlande        | 6      | 5        | 0               | 1        | 83,33   |
| Russland           | 2      | 2        | 0               | 0        | 100,00  |
| Samoa              | 1      | 1        | 0               | 0        | 100,00  |
| Schweden           | 9      | 9        | 0               | 0        | 100,00  |
| Spanien            | 23     | 15       | 0               | 8        | 65,22   |
| Südafrika          | 5      | 3        | 0               | 2        | 60,00   |
| Vereinigte Staaten | 6      | 1        | 0               | 5        | 16,67   |
| Wales              | 37     | 17       | 0               | 20       | 45,95   |
| Gesamt             | 226    | 90       | 2               | 134      | 39,82   |

## Rivalitäten mit anderen Nationalmannschaften
Insbesondere mit den Nationalmannschaften der benachbarten britischen Home Nations pflegen die Schottinnen eine große Rivalität, wobei das Duell mit England besonders hervorzuheben ist. Schottland und England bestritten bisher 33 Test Matches, wovon Schottland zwei und England 31 gewann. Bei Weltmeisterschaften trafen die Mannschaften bisher einmal aufeinander (1994), wobei England siegreich war.
Neben England ist auch Irland ein großer Rivale. Diese Rivalität zwischen den beiden „keltischen Nationen“ ist geprägt durch viele besondere Vorfälle im Lauf der Jahrzehnte; zusätzlich gewinnt die Rivalität eine besondere Note durch die wechselseitige Einwanderung, die im 19. und auch im 20. Jahrhundert stattfand. Von den 34 bisherigen Begegnungen gewann Schottland 18 und Irland 16. Bei Weltmeisterschaften trafen die Mannschaften bisher viermal aufeinander (Shield-Halbfinale 1994, Paltzierungshalbfinale 2006 und 2010), wobei Schottland 1994 und 2006 gewann und Irland 2010.

## Erfolge

### Weltmeisterschaften
Schottland hat sich bisher für sechs Weltmeisterschaften qualifiziert. Das beste Resultat war der fünfte Platz beim Turnier 1994.
| Jahr | Resultat           | Spiele             | Siege              | Unent.             | Ndlg.              | +/-                | Punkte             |
| ---- | ------------------ | ------------------ | ------------------ | ------------------ | ------------------ | ------------------ | ------------------ |
| 1991 | nicht teilgenommen | nicht teilgenommen | nicht teilgenommen | nicht teilgenommen | nicht teilgenommen | nicht teilgenommen | nicht teilgenommen |
| 1994 | 5. Platz           | 5                  | 3                  | 0                  | 2                  | 72:42              | –                  |
| 1998 | 6. Platz           | 5                  | 2                  | 0                  | 3                  | 89:141             | –                  |
| 2002 | 6. Platz           | 4                  | 2                  | 0                  | 2                  | 41:53              | 4                  |
| 2006 | 6. Platz           | 5                  | 3                  | 0                  | 2                  | 67:72              | 10                 |
| 2010 | 8. Platz           | 5                  | 1                  | 0                  | 4                  | 57:132             | 5                  |
| 2014 | nicht qualifiziert | nicht qualifiziert | nicht qualifiziert | nicht qualifiziert | nicht qualifiziert | nicht qualifiziert | nicht qualifiziert |
| 2017 | nicht qualifiziert | nicht qualifiziert | nicht qualifiziert | nicht qualifiziert | nicht qualifiziert | nicht qualifiziert | nicht qualifiziert |
| 2021 | Vorrunde           | 3                  | 0                  | 0                  | 3                  | 27:89              | 2                  |
| 2025 | qualifiziert       | qualifiziert       | qualifiziert       | qualifiziert       | qualifiziert       | qualifiziert       | qualifiziert       |
| 2029 | noch ausstehend    | noch ausstehend    | noch ausstehend    | noch ausstehend    | noch ausstehend    | noch ausstehend    | noch ausstehend    |
| 2033 | noch ausstehend    | noch ausstehend    | noch ausstehend    | noch ausstehend    | noch ausstehend    | noch ausstehend    | noch ausstehend    |

### Home Nations / Five Nations / Six Nations
Schottlands einziges jährliches Turnier sind die Six Nations, wo man gegen fünf andere europäische Mannschaften antritt: England, Frankreich, Irland, Italien und Wales. Die Six Nations begannen 1996 als Home Nations Championship, bestehend aus England, Irland, Schottland und Wales. Frankreich wurde 1999 Teil des Turniers, das damit zu den Five Nations wurde, ehe sich Spanien 2002 dem Turnier anschloss und 2007 durch Italien ersetzt wurde, das seitdem als Six Nations firmiert. Schottland gewann seinen ersten Titel 1998, mitsamt Triple Crown (Siege gegen die anderen Home Nations) und Grand Slam.
- 1 Sieg (1998)
- 1 Grand Slam (1998)
- 1 Triple Crown (1998)

### Europameisterschaften
In der Vergangenheit beteiligte sich die schottische Nationalmannschaft an den Europameisterschaften und entschied eine Austragung für sich.
- Turniersiege (1): 2001

## Spielerinnen

### Aktueller Kader
Die folgenden Spielerinnen bilden den Kader während der Weltmeisterschaft 2025:
| Spielerin           | Position         | Verein                 | Länderspiele |
| ------------------- | ---------------- | ---------------------- | ------------ |
| Leia Brebner-Holden | Gedrängehalb     | Loughborough Lightning | 11           |
| Rhea Clarke         | Gedrängehalb     | Bristol Bears          | 01           |
| Caity Mattinson     | Gedrängehalb     | Trailfinders           | 33           |
| Helen Nelson        | Verbinderin      | Loughborough Lightning | 71           |
| Hannah Ramsay       | Verbinderin      | Edinburgh              | 02           |
| Beth Blacklock      | Innendreiviertel | Saracens               | 04           |
| Emma Orr            | Innendreiviertel | Bristol Bears          | 30           |
| Lisa Thomson        | Innendreiviertel | Trailfinders           | 71           |
| Evie Wills          | Innendreiviertel | Trailfinders           | 06           |
| Coreen Grant        | Außendreiviertel | Harlequins             | 17           |
| Rhona Lloyd         | Außendreiviertel | Sale Sharks            | 59           |
| Francesca McGhie    | Außendreiviertel | Trailfinders           | 22           |
| Chloe Rollie        | Schlussfrau      | Toulon                 | 77           |
| Hannah Walker       | Schlussfrau      | Edinburgh              | 0            |

| Spielerin        | Position               | Mannschaft                             | Länderspiele |
| ---------------- | ---------------------- | -------------------------------------- | ------------ |
| Elis Martin      | Haklerin               | Loughborough Lightning                 | 22           |
| Lana Skeldon     | Haklerin               | Bristol Bears                          | 81           |
| Lana Skeldon     | Haklerin               | Sale Sharks                            | 24           |
| Leah Bartlett    | Pfeiler                | Sale Sharks                            | 45           |
| Elliann Clarke   | Pfeiler                | Bristol Bears                          | 22           |
| Lisa Cockburn    | Pfeiler                | Gloucester-Hartpury / Glasgow Warriors | 34           |
| Molly Poolman    | Pfeiler                | Edinburgh                              | 05           |
| Anne Young       | Pfeiler                | Loughborough Lightning                 | 21           |
| Sarah Bonar      | Zweite-Reihe-Stürmerin | Harlequins                             | 47           |
| Becky Boyd       | Zweite-Reihe-Stürmerin | Loughborough Lightning                 | 03           |
| Eva Donaldson    | Zweite-Reihe-Stürmerin | Sale Sharks                            | 17           |
| Adelle Ferrie    | Zweite-Reihe-Stürmerin | Edinburgh                              | 06           |
| Emma Wassell     | Zweite-Reihe-Stürmerin | Trailfinders                           | 69           |
| Evie Gallagher   | Flügelstürmerin        | Bristol Bears                          | 37           |
| Jade Konkel      | Flügelstürmerin        | Harlequins                             | 71           |
| Rachel Malcolm   | Flügelstürmerin        | Trailfinders                           | 58           |
| Rachel McLachlan | Flügelstürmerin        | Montpellier                            | 53           |
| Alex Stewart     | Flügelstürmerin        | Edinburgh                              | 13           |

### Bekannte Spielerinnen
Bisher ist noch keine schottische Spielerin in die World Rugby Hall of Fame aufgenommen worden.